# Oberea moravica
Oberea moravica је врста инсекта из реда тврдокрилаца (Coleoptera) и породице стрижибуба (Cerambycidae). Сврстана је у потпородицу Lamiinae.

## Распрострањеност
Врста насељава средњеевропске земље: Аустрију, Чешку, Мађарску, Молдавију, Пољску, Румунију, Словачку, Украјину и Србију.  У Србији је ретка врста и до сада је забележена само на Фрушкој гори и Овчарско-кабларској клисури, са тим да Овчарско-кабларска клисура представља и најјужнију границу арела Oberea moravica у свету.

## Опис
Основна боја тела је црна до сива, а ноге су наранџасте до црвене боје. Глава, пронотум и покрилца су црне боје, пронотум и покрилца имају фину сиву пубесценцију. Пронотум је цилиндричан. На елитронима је јасно омеђена врпца, паралелна са шавом. Дужина тела се креће у опсегу од 11 до 14 mm.

## Биологија
Ларва се развија у стабљици биљке домаћина, а адулти се налазе на самој биљци. Могу се срести од маја до јуна. Као биљка домаћин јавља се више врста из рода Euphorbia (Euphorbia esula L., Euphorbia lucida Waldst. & Kit. и Euphorbia palustris L.). У Овчарско-кабларској клисури све јединке су нађене искључиво на врсти E. esula. Ова биљка насељава ливаде, рудерална станишта уз реке и канале, поља и пашњаке све од низијских до субалпских станишта. 

## Таксономија
У појединим референцама ова врста се у ствари наводи као подврста Oberea euphorbiae moravica (Kratochvil, 1989). Ипак, већина аутора је сматра правом врстом која представља синоним за врсту Oberea histrionis Pic, 1917.